# Paraegocidnus feai
Paraegocidnus feai är en skalbaggsart som beskrevs av Stefan von Breuning 1956. Paraegocidnus feai ingår i släktet Paraegocidnus och familjen långhorningar.
Artens utbredningsområde är Burma. Inga underarter finns listade i Catalogue of Life.